# Fairmount (Indiana)
Fairmount – miasto w Stanach Zjednoczonych, w stanie Indiana, w hrabstwie Grant.